# Geografía de Italia
El territorio de Italia consiste de tres áreas geográficas: continental, peninsular e insular, con una superficie total de 301 338 km².  En su mayor parte, es una estrecha y alargada península que tiene la forma general de una bota. Además Italia incluye numerosas islas, dos de  las cuales son las más grandes del Mar Mediterráneo:  Sicilia y Cerdeña. 

## Geografía física
Sus límites exteriores son los siguientes:
- En latitud entre los 47° norte de la Veta de Italia en los Alpes centrales y 35°29′N  en la isla de Lampedusa (golfo de Gabés).
- En longitud entre los 6°32′ E en el monte Tabor en los Alpes occidentales, y 18°31′ E en el  cabo de Otranto en la Apulia.

Las dimensiones máximas son 1330 km de norte a sur, de la Veta de Italia a Lampedusa, y 630 km de este a oeste, desde el monte Tabor al monte Nevoso.

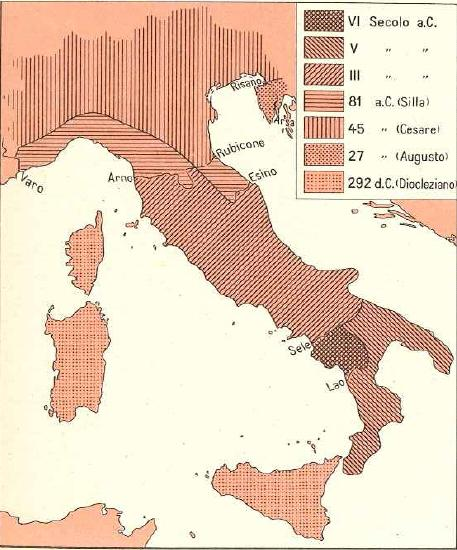
zona geográfica italiana

Los límites de Italia están marcados por elementos físicos: el mar de Liguria y el mar Tirreno al oeste, el canal de Sicilia en el sur, el mar Jónico y mar Adriático al este, los Alpes en el norte (pero en la parte central la frontera sirve de línea de separación de aguas, Suiza se extiende por la vertiente sur con el cantón del Tesino). El territorio italiano incluye los dos pequeños estados de la Ciudad del Vaticano y San Marino y posee un enclave en Suiza, la ciudad de Campione en las orillas del lago de Lugano.
El territorio italiano es muy accidentado: el 23% tan sólo es llano, las montañas forman el 35% y el 42% las colinas. Dos grandes cadenas montañosas le dan su estructura: los Alpes en el norte, con el pico más elevado del país en el Mont Blanc con 4810 m (si se considera que el Mont Blanc es parte de Italia), y los Apeninos que van desde la costa de Liguria hasta Reggio Calabria. Una sola gran llanura aluvial: la llanura del Po, de alrededor de 45 000 km².
Situada en la línea de contacto de las placas europea y africana, Italia está sujeta a terremotos y tiene cuatro volcánes: el Etna, el Vesubio, el Vulcano y  el Stromboli (estos dos últimos en el mar Tirreno).

Mapa topográfico de Italia.

El relieve presenta cuatro grandes unidades regionales:
- Sistema alpino
- llanura del Po (o llanura padana)
- sector peninsular articulado por los Apeninos
- tierras insulares

### Sistema alpino
El sistema alpino extiende por territorio italiano la casi totalidad de su vertiente meridional, con una longitud de 1200 km y una anchura de 360 km. Los Alpes occidentales rodean el Piamonte y la Liguria. Los Alpes orientales tienen diversos pliegues: Alpes de Ötztal, Dolomíticos, Cárnicos y Julianos; es en este sector donde destacan las formaciones calcáreas de los Dolomitas (Marmolada, 3342 m s. n. m.). En el sector cristalino se encuentran formas más agrestes, con algunas de las principales cumbres de todo el sistema alpino: Monte Rosa (4634 m), Cervino (4478 m). El paso de montaña más destacado es el Brennero (1372 m); otros son Mont Cenis y Simplon, y facilitan la comunicación con las regiones vecinas.

### Llanura del Po
Al sur de los Alpes, entre estos y los Apeninos, se extiende la llanura padana de 46 000 km². Es la llanura del Po, el río más largo del país, con 652 km de longitud. Esta fosa tectónica rellenada por los depósitos sedimentarios aportados por los ríos que descienden de los Apeninos y, especialmente, de los Alpes (Adigio, 410 km; Piave), y que avenan la llanura que se abre al mar Adriático por el litoral noreste de Italia.
El resto de llanuras italianas, aunque numerosas, son de escasa extensión, y se localizan preferentemente en el litoral tirrénico, formadas por importantes ríos (Arno, Tíber) o por llanuras costeras (Maremma, Lagunas Pontinas).

### Apeninos
La cadena de los Apeninos constituye la espina dorsal de la península italiana que recorren de costa a costa a lo largo de 1500 km. En ella se distinguen tres sectores: los Apeninos septentrionales, los de menor altura y de formas más suaves (monte Cimone, 2163 m); los Apeninos centrales, también denominados Abruzos, que constituyen el techo de la cadena (Gran Sasso d'Italia, 2914 m), y presentan modelados de tipo cárstico; por último, los Apeninos meridionales, que tienen su punto culminante en el monte Pollino, (2271 m). A ambas vertientes de la cadena se extienden formaciones de colinas, denominadas Subapeninos y Antiapeninos, destacando las del reborde occidental, donde se elevan algunos volcanes (Vesubio, monte Amiata, Campos Flégreos).

### Ríos, lagos y costas

#### Ríos

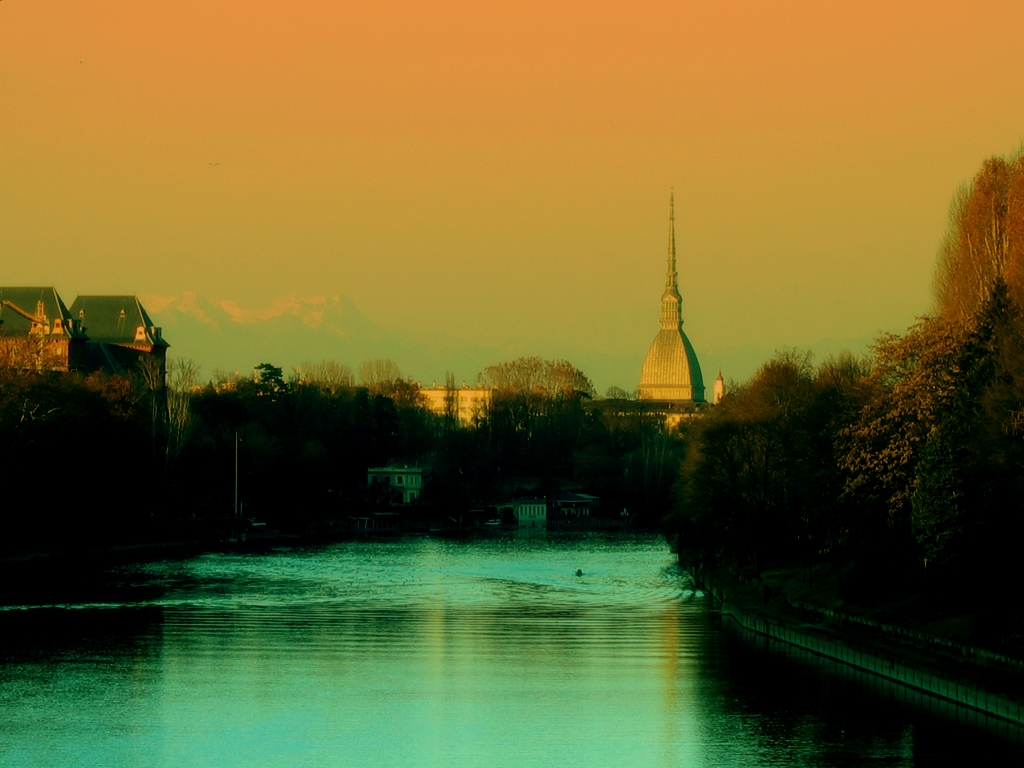
El río Po en Turín

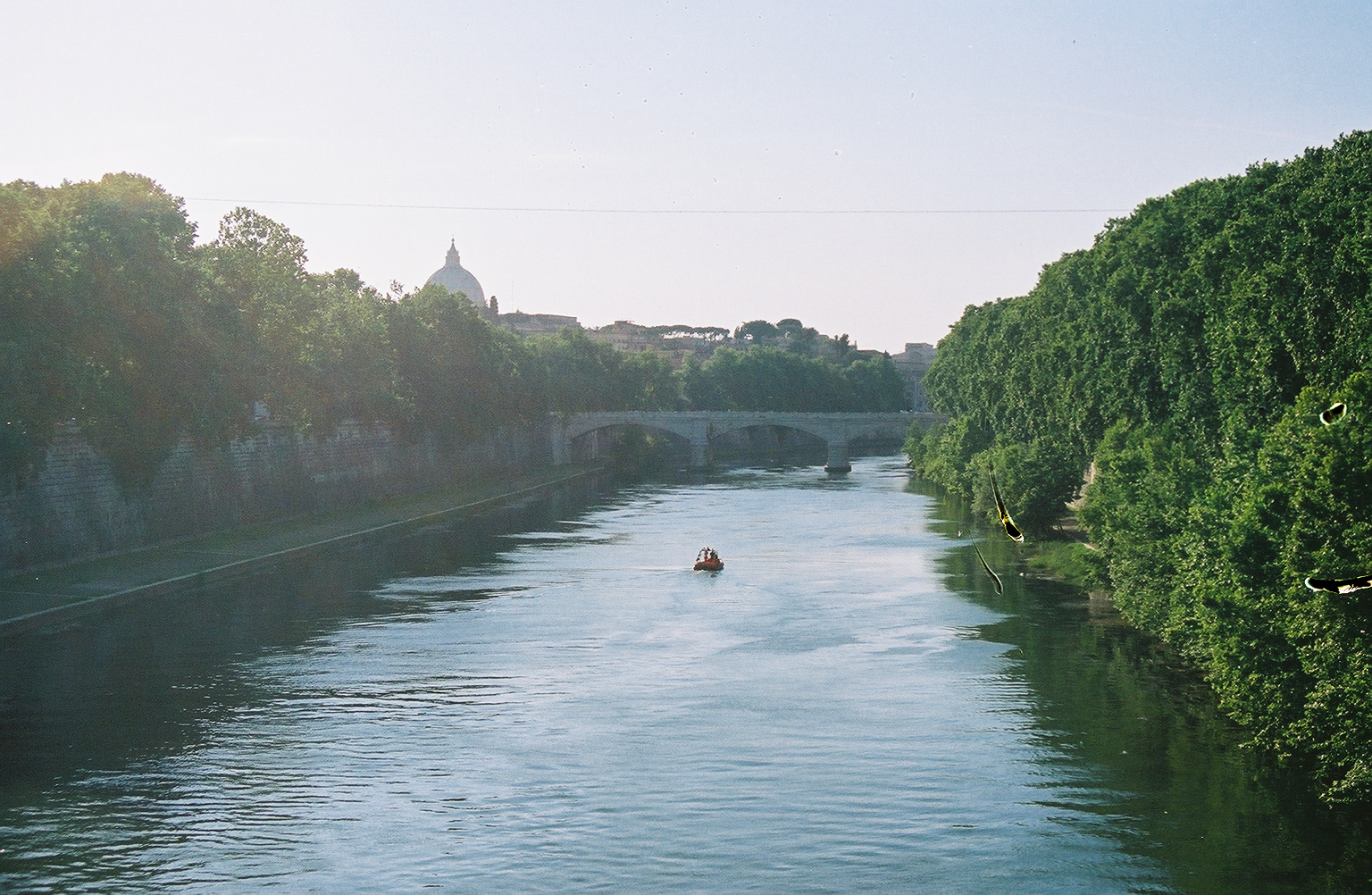
El río Tíber en Roma

Los ríos italianos son más cortos que los de otras regiones europeas, y esto es así porque los Apeninos recorren la península en toda su longitud, dividiendo las aguas en dos vertientes opuestas. En compensación son numerosos: esto se debe a la relativa abundancia de las lluvias, de la que disfruta en general toda Italia, y a la presencia de los Alpes, rica en nieves y glaciares, en la Italia septentrional.
El río más largo de Italia es el Po (652 km), que surge en Monviso, recorre toda la Llanura padana de oeste a este para luego desembocar, formando un delta, en el mar Adriático. Además de ser el más largo, es también el río con la más amplia cuenca hidrográfica, de 74 970 km². El segundo río italiano es el Adigio (409 km de longitud), que nace en los alrededores del lago de Resia y desemboca, después de haber hecho un recorrido norte-sur, en las cercanías de Chioggia en el mar Adriático; su cuenca se extiende por 12 200 km². Otros ríos destacados son:
- Tíber (405 km), con una cuenca de 17 169 km², segundo río en cuanto a la amplitud de su cuenca hidrográfica; nace en el Monte Fumaiolo (en Emilia-Romaña) y desemboca en el mar Tirreno.
- Adda (313 km).
- Oglio (280 km).
- Arno (241 km), con una cuenca de 8247 km².
- Piave (220 km), con una cuenca de 4100 km².
- Reno (212 km), con una cuenca de 5040  km².
- Volturno (175 km), con una cuenca de 5455  km².
- Liri-Garigliano (158 km), con una cuenca de 5020  km².

#### Lagos y charcas

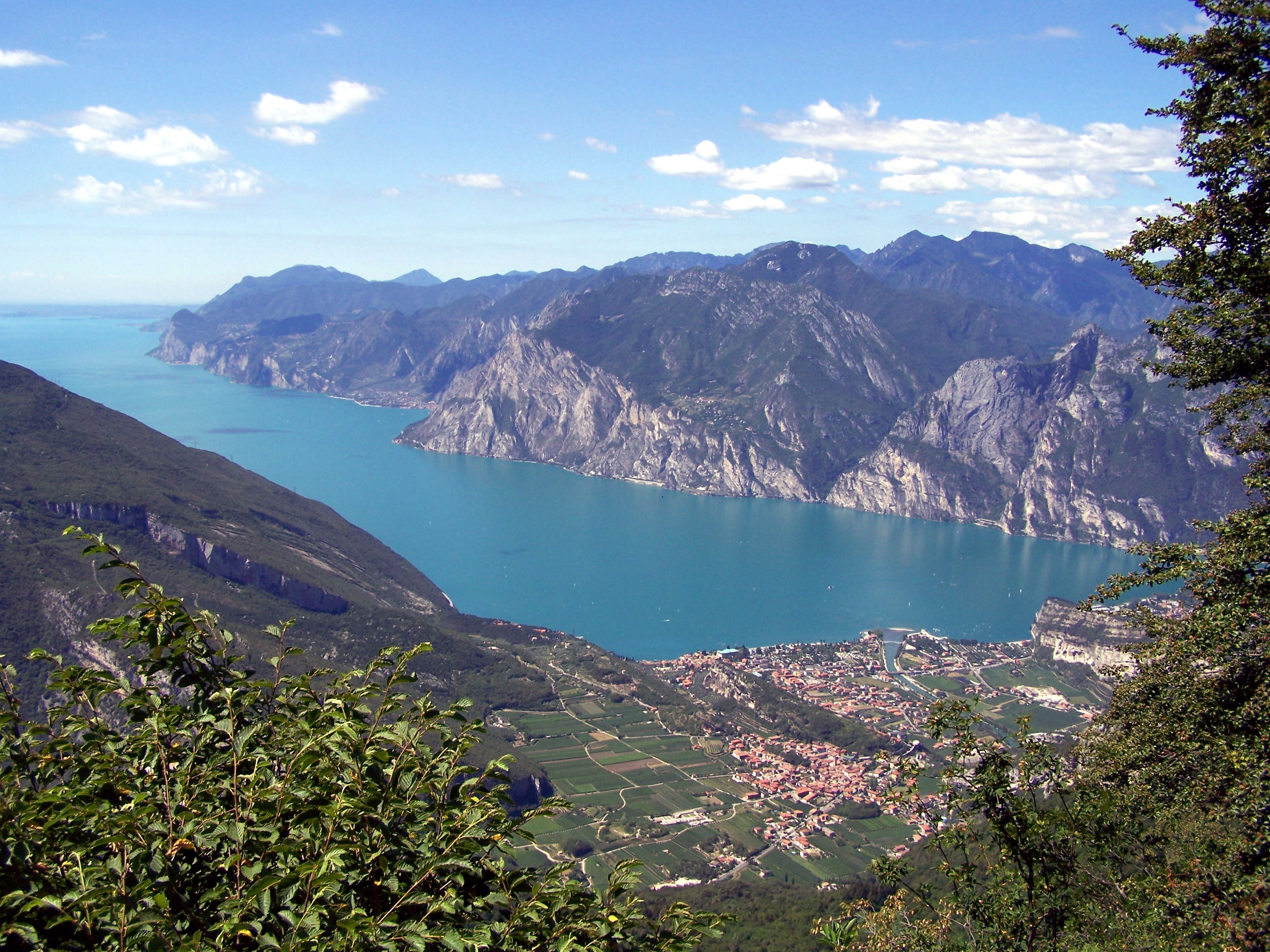
Una vista del Lago de Garda, el mayor lago italiano.

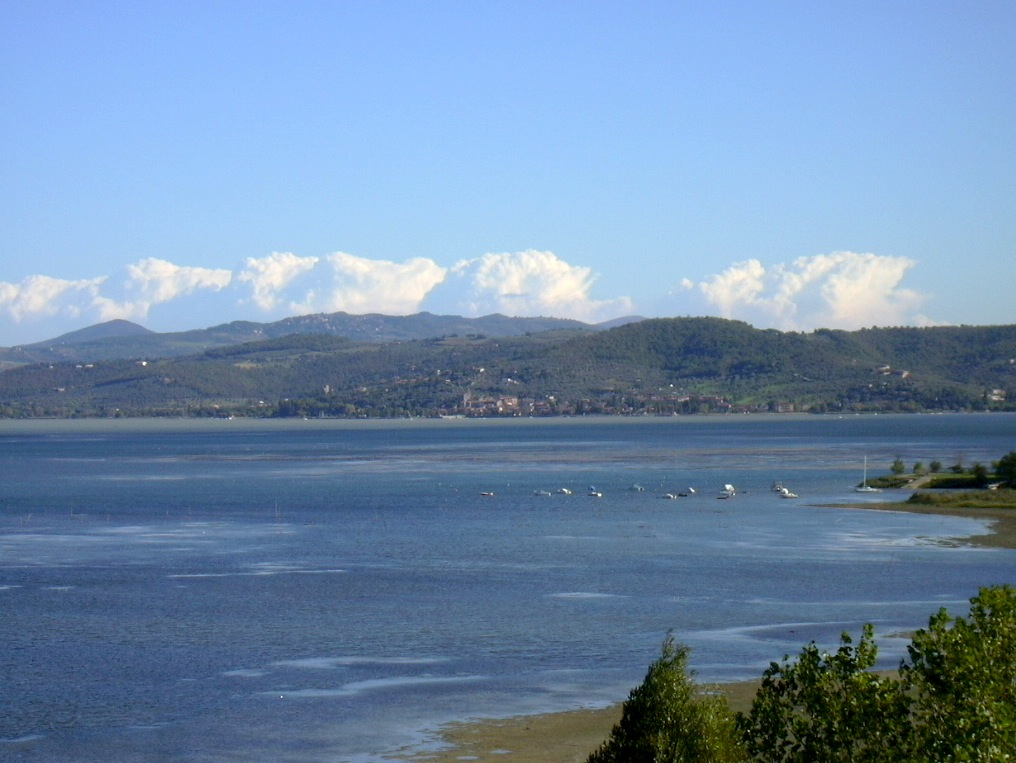
Escorzo del Lago Trasimeno.

La región prealpina presenta largos y profundos valles, con numerosos lagos: Garda (el más amplio de Italia, con 370 km²), Mayor, Como (que tiene la máxima profundidad de la península, con 410 m), e Iseo. Son cuencas lacustres de origen glaciar.
En Italia también hay lagos costeros, como el lago de Lesina, separado del mar por una estrecha franja de tierra, y lagos volcánicos (lago de Bolsena, lago de Vico, lago de Bracciano), que ocupan los cráteres de volcanes apagados. El lago Trasimeno está formado, en cambio, por una depresión del terreno.//Italia

#### Costas
Italia tiene en total 4 costas. Italia está rodeada, salvo en el norte, por mares. Las costas tienen un gran desarrollo, de aproximadamente 7900 km (la mitad de ellos forman el contorno de las islas) frente al mar Mediterráneo que, localmente, toma nombres diversos; el aspecto de las costas es muy variado y depende de la naturaleza de la tierra firme y de la acción del mar.
- Mar de Liguria, cerca de la costa de la Liguria; en Liguria, como en Campania y Calabria, las costas son sobre todo altas y rocosas;[2]
- Mar Tirreno, que baña las costas occidentales de la península al sur del Promontorio de Piombino hasta las costas septentrionales de Sicilia y a las orientales de Cerdeña; el litoral tirreno tiene en general un aspecto uniforme aunque en algunos tramos presenta escotaduras.
- Mar Adriático, que baña las costas orientales de la península, desde Friuli-Venecia Julia hasta el cabo de Santa Maria di Leuca en Apulia; es una costa llana y recta, sin accidentes significativos, pues los litorales bajos y arenosos predominan en el Véneto, los mismos que en Emilia-Romaña.
- Mar Jónico, que baña las costas orientales de Sicilia y Calabria, el litoral de Basilicata y las costas occidentales de Apulia; costa baja y arenosa.[2]

Todavía existen otros mares de menores dimensiones respecto de aquellos ya citados, que a menudo tienden a reagruparse con estos últimos como: el Canal de Piombino, el Canal de Córcega, el estrecho de Mesina, el Canal de Sicilia, el Canal de Cerdeña, el mar de Cerdeña y el estrecho de Bonifacio.
En el extremo sur de la península Itálica, la isla de Sicilia es considerada en la mayoría de su territorio parte de la placa africana (montes Nebrodi, Peloritani, Madonia), destacando el monte Etna, que con sus 3345 m de altura es el volcán activo más alto de Europa. La isla de Cerdeña es asimismo montañosa (macizo de Gennargentu), aunque cabe destacar la fosa tectónica de Campidano, entre Oristán y Cáller.

### Clima

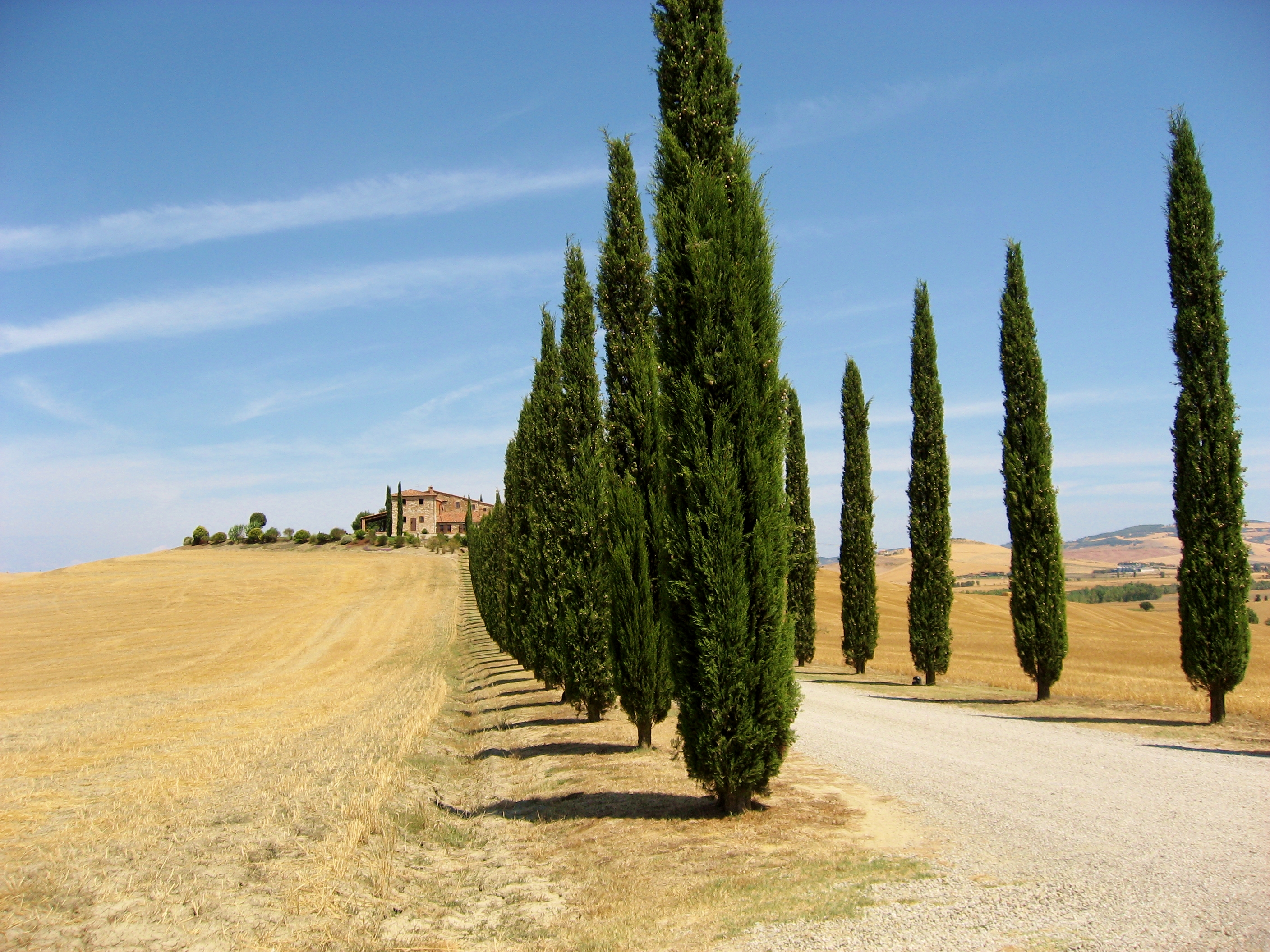
Paisaje en Val d'Orcia, (Provincia de Siena, Toscana).

Debido a su situación geográfica, Italia tiene un clima generalmente mediterráneo, con particulares variaciones regionales debido a las diferencias de latitud, a la topografía y a la influencia del mar. La climatología italiana, si bien tiene carácter mediterráneo, presenta notables variaciones regionales. En el norte italiano (Milán, Turín y Bolonia) tiene un clima continental, con veranos calientes e inviernos fríos y nevosos. De Florencia abajo presenta un clima típicamente mediterráneo y cálido. El clima de las zonas de costa es muy diferente del interior, en particular en los meses invernales. Las regiones costeras tienen un clima mediterráneo típico con inviernos suaves y veranos calientes, generalmente secos. La región alpina está marcada por un clima frío de montaña, con inviernos rigurosos y veranos un poco menos fríos. Stelvio, por ejemplo, posee medias de -10 °C en invierno y 10 °C en verano.
Italia está sujeta a condiciones muy diversificadas en otoño, invierno, primavera, mientras que el verano es generalmente más estable tanto en las ciudades del norte como Turín, Milán, Pavía, Verona o Údine pueden recibir lluvias durante el día. La temperatura varía de manera importante, sobre todo en las temperaturas medias en invierno. La media en enero de la Llanura del Po es de 1 °C, la media en Turín es de 1,3 °C y en Milán de 1,6 °C. En el sur, en cambio, en lugares como Sicilia y Calabria las medias de enero alcanzan los 12 °C. En ciertos días de diciembre o enero puede nevar en Milán a -2 °C, cuando en Palermo o Nápoles las temperaturas están en +17 °C. Ciertas mañanas Turín puede amanecer con -1 °C, cuando al mismo tiempo Roma está en +8 °C y Reggio Calabria +12 °C. El mes más frío es enero con medias, en el valle del Po, de 0 °C, Florencia 5 °C/6 °C, Roma 7 °C/8 °C. Las temperaturas pueden llegar por la mañana a -4 °C en el valle del Po, -2 °C/-3 °C en Florencia, 1 °C en Roma, 2 °C en Nápoles y en Palermo puede llegar a 3 °C.
En el verano la diferencia es más clara. Las medias en julio van desde los 23 °C de Milán a los 26,2 °C de Palermo. Generalmente el mes más cálido es agosto en el sur y julio en el norte, meses en los que los termómetros pueden marcar 45 °C en el sur y 35 °C en el norte. De Florencia hacia el sur el verano es típicamente soleado, abrasador y seco.
Las precipitaciones son más abundantes en las montañas que en los valles y disminuyen de norte a sur. La costa este no es tan húmeda como la occidental, aunque en invierno está generalmente más fría. Los Alpes, que actúan de barrera ante los vientos del norte, registran las mayores precipitaciones (3000 a 3800 mm anuales); los Apeninos, por su parte, establecen una clara distinción entre sus dos vertientes: la tirrénica, que queda expuesta a las corrientes húmedas del Oeste, y la vertiente adriática, a sotavento de dichas influencias (menos de 500 mm anuales en Apulia). Las zonas más elevadas son frescas, húmedas y frecuentemente reciben las precipitaciones en forma de nieve. No sólo nieva en los Alpes sino también en los Apeninos. Entre noviembre y marzo el valle del Po puede estar nevado, sobre todo la zona central (Pavía y Cremona). Puede nevar entre diciembre y febrero en ciudades como Turín, Milán y Bolonia, en los últimos inviernos (2005 - 2006), Milán recibió aproximadamente 70/80 cm de nieve, Como en torno de 1 m, Pavía 50 cm, Trento 1,60 m, Vicenza en torno a 45 cm, Bolonia en torno a 40 cm y Plasencia alrededor de 80 cm.
| Parámetros climáticos promedio de Roma, capital de Italia | Parámetros climáticos promedio de Roma, capital de Italia | Parámetros climáticos promedio de Roma, capital de Italia | Parámetros climáticos promedio de Roma, capital de Italia | Parámetros climáticos promedio de Roma, capital de Italia | Parámetros climáticos promedio de Roma, capital de Italia | Parámetros climáticos promedio de Roma, capital de Italia | Parámetros climáticos promedio de Roma, capital de Italia | Parámetros climáticos promedio de Roma, capital de Italia | Parámetros climáticos promedio de Roma, capital de Italia | Parámetros climáticos promedio de Roma, capital de Italia | Parámetros climáticos promedio de Roma, capital de Italia | Parámetros climáticos promedio de Roma, capital de Italia | Parámetros climáticos promedio de Roma, capital de Italia |
| Mes                                                       | Ene.                                                      | Feb.                                                      | Mar.                                                      | Abr.                                                      | May.                                                      | Jun.                                                      | Jul.                                                      | Ago.                                                      | Sep.                                                      | Oct.                                                      | Nov.                                                      | Dic.                                                      | Anual                                                     |
| --------------------------------------------------------- | --------------------------------------------------------- | --------------------------------------------------------- | --------------------------------------------------------- | --------------------------------------------------------- | --------------------------------------------------------- | --------------------------------------------------------- | --------------------------------------------------------- | --------------------------------------------------------- | --------------------------------------------------------- | --------------------------------------------------------- | --------------------------------------------------------- | --------------------------------------------------------- | --------------------------------------------------------- |
| Temp. máx. abs. (°C)                                      | 19                                                        | 20                                                        | 23                                                        | 26                                                        | 31                                                        | 36                                                        | 36                                                        | 40                                                        | 33                                                        | 29                                                        | 23                                                        | 19                                                        | 40                                                        |
| Temp. máx. media (°C)                                     | 11                                                        | 13                                                        | 15                                                        | 19                                                        | 23                                                        | 28                                                        | 30                                                        | 30                                                        | 26                                                        | 22                                                        | 16                                                        | 13                                                        | 20.5                                                      |
| Temp. mín. media (°C)                                     | 5                                                         | 5                                                         | 7                                                         | 10                                                        | 13                                                        | 17                                                        | 20                                                        | 20                                                        | 17                                                        | 13                                                        | 9                                                         | 6                                                         | 11.8                                                      |
| Temp. mín. abs. (°C)                                      | -5                                                        | -6                                                        | -2                                                        | 1                                                         | 3                                                         | 10                                                        | 12                                                        | 12                                                        | 11                                                        | 4                                                         | -1                                                        | -3                                                        | -6                                                        |
| Precipitación total (mm)                                  | 71                                                        | 62                                                        | 57                                                        | 51                                                        | 46                                                        | 37                                                        | 15                                                        | 21                                                        | 63                                                        | 99                                                        | 129                                                       | 93                                                        | 744                                                       |
| Días de precipitaciones (≥ 1 mm)                          | 8                                                         | 9                                                         | 8                                                         | 6                                                         | 5                                                         | 4                                                         | 1                                                         | 2                                                         | 5                                                         | 8                                                         | 11                                                        | 10                                                        | 77                                                        |
| Horas de sol                                              | 113                                                       | 114                                                       | 169.5                                                     | 197.75                                                    | 226                                                       | 254.25                                                    | 310.75                                                    | 282.5                                                     | 226                                                       | 169.5                                                     | 113                                                       | 114                                                       | 2290.3                                                    |
| [cita requerida]                                          |                                                           |                                                           |                                                           |                                                           |                                                           |                                                           |                                                           |                                                           |                                                           |                                                           |                                                           |                                                           |                                                           |

### Medio ambiente
En correlación con las variaciones topográficas y climatológicas, se distinguen en Italia varios tipos de vegetación, de los cuales:
- bosque mediterráneo en la zona adriática, con árboles como alcornoques o pinos.
- en la llanura del Po los bosques son más bien de zona templada, con arces, hayas o fresnos.
- en el clima de montaña de los Alpes hay un bosque mediterráneo más propio de zonas frías, con prados y arbustos como el enebro.

Conforme a la normativa de la Unión Europea, el territorio de este país se divide en varias regiones biogeográficas: mediterránea, continental y, en los Alpes y los Apeninos, alpina. Destacan en su patrimonio natural dos bienes naturales, patrimonio de la Humanidad declarados por la Unesco: las Islas Eolias y los Dolomitas. Cuenta con ocho reservas de la biosfera: desde 1977, Collemeluccio-Montedimezzo y Circeo; desde 1979, Miramare, en 1997 se protegieron Cilento y Valle de Diano y Somma-Vesubio y Miglio d’Oro; el Valle del Ticino se protegió en 2002, las islas Toscanas en 2003 y Selva Pisana en 2004. 60.052 hectáreas están protegidas como humedales de importancia internacional al amparo del Convenio de Ramsar, en total, 51 sitios Ramsar. Tiene 12 parques nacionales, destacando entre ellos Abruzos, Lacio y Molise, el Archipiélago Toscano, Dolomitas de Belluno, Gran Paraíso.
Los riesgos naturales de Italia incluyen las avalanchas de tierra, de lodo, aludes, erupciones volcánicas e inundaciones; el hundimiento de la tierra en Venecia.
Los problemas medioambientales son: la contaminación atmosférica por las emisiones industriales como el dióxido de azufre; los ríos costeros e interiores están contaminados por los vertidos industriales y agrícolas; lluvia ácida daña los lagos; inadecuado tratamiento de los residuos industriales.

## Geografía humana
La población de Italia es 59 879 234 habitantes (est. enero de 2017). Grupos étnicos: italianos (incluye pequeñas cantidades de italo-germanos, italofranceses, y esloveno-italianos en el norte y albano-italianos y greco-italianos en el sur). En cuanto a la religión, es mayoritario el catolicismo 90% (aproximadamente; alrededor de un tercio es practicante), otro 10% (incluye comunidades maduras protestantes y judíos y una creciente comunidad inmigrante musulmana). El idioma oficial es el italiano. También se habla alemán (partes del Trentino-Alto Adigio son predominantemente germano parlantes), francés (pequeña minoría francoprovenzal en la región del Valle d'Aosta) y esloveno (minoría de habla eslovena en las provincias de Trieste y Gorizia).
La capital es Roma. Otras ciudades principales: Milán, Nápoles, Turín, Palermo, Florencia, Venecia, Bolonia, Génova, Bari. Administrativamente, Italia se divide en 15 regiones (regioni, singular - regione) y 5 regiones autónomas (regioni autonome, singular - regione autonoma):
- Regiones: Abruzos, Apulia, Basilicata, Calabria, Campania, Emilia-Romaña, Lacio, Liguria, Lombardía, Marcas, Molise, Piamonte, Toscana, Umbría y Véneto.
- Regiones autónomas: Friul-Venecia Julia, Cerdeña, Sicilia, Trentino-Tirol meridional, también conocida como Trentino-Alto Adige en italiano y Trentino-Südtirol en alemán; el Valle de Aosta, Valle d'Aosta en italiano y Vallee d'Aoste en francés.

## Geografía económica
- Recursos naturales:
  - Mercurio, potasio, mármol, azufre, carbón.
  - pesca, tierras cultivables
- Usos de la tierra:
  - Tierra no cultivables: 85%
  - Cultivos permanentes: 5%
  - Pastos: 3%
  - Bosques: 3%
  - Otros: 4% (estimado para 1993)
  - Tierras irrigadas: 27.100 km² (estimado para 1993)

## Áreas protegidas de Italia

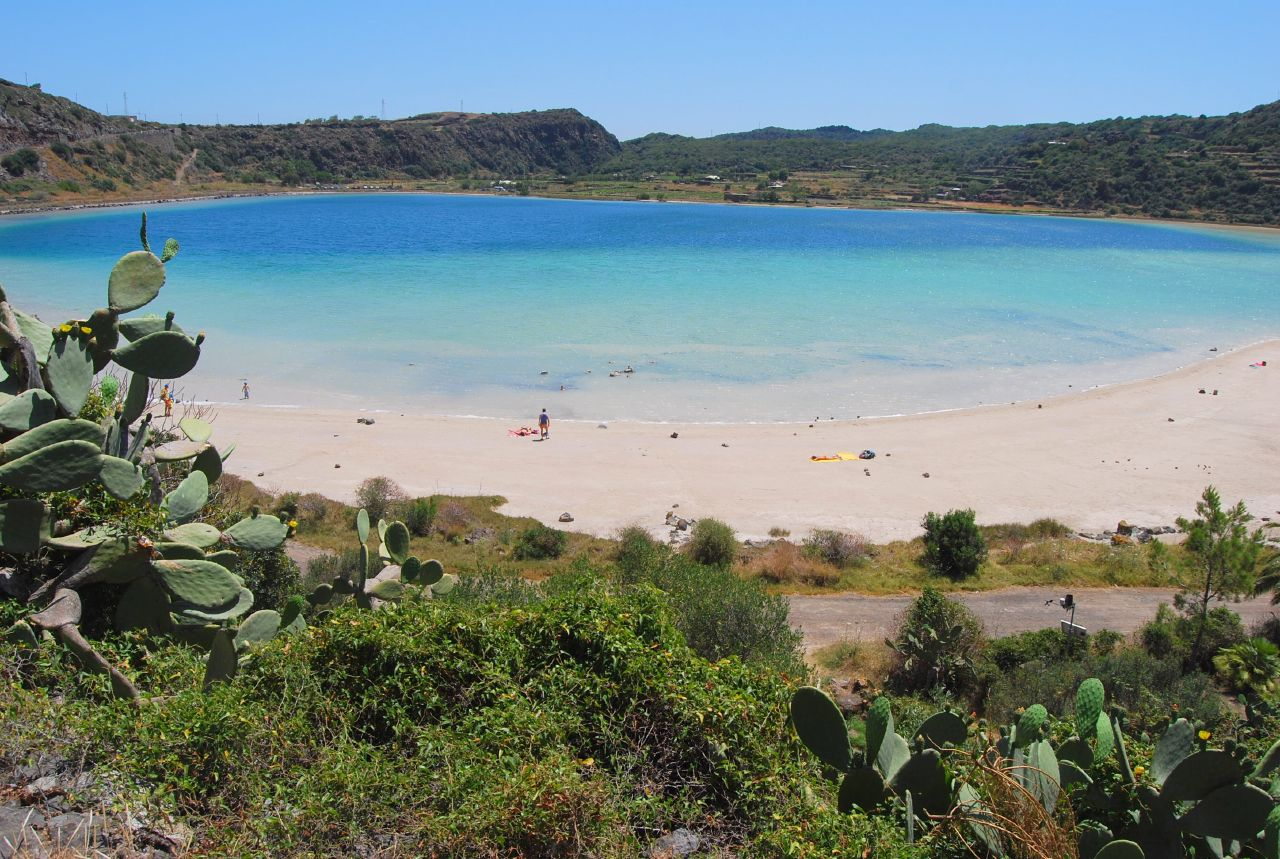
Parque nacional de la isla de Pantelaria

Según la IUCN, en Italia hay, en 2022, 3948 áreas protegidas, con una superficie terrestre de 64 856 km2, el 21,52% del territorio, y 57.094 km2 de áreas marinas, el 10,59% de la superficie que pertenece a Italia, unos 538.881 km2. De estas, 25 son parques nacionales, 148 son reservas naturales estatales, 134 son parques naturales provinciales/regionales, 365 son reservas naturales provinciales/regionales, 29 son reservas marinas naturales y áreas marinas protegidas, 171 son áreas naturales regionales protegidas de otros tipos, 1 es un área marina natural de importancia internacional y 2 son de otro tipo. Asimismo, con designaciones únicamente regionales hay 2278 áreas especiales de conservación, 79 sitios de importancia comunitaria, 636 áreas de protección especial para las aves y 11 áreas especialmente protegidas de importancia mediterránea según el Convenio de Barcelona. Por designación internacional, hay 8 reservas de la biosfera de la Unesco, 57 sitios Ramsar y 5 sitios patrimonio de la Humanidad.